# 愷撒紅蛺蝶
愷撒紅蛺蝶是主要分佈於澳洲的一種蝴蝶，雖然西風也將它們帶至澳洲東方的一些島嶼，如紐西蘭上。每年春天从昆士兰和新南威尔斯迁徙到南方。1889年，大量蛺蝶停在铁轨上休息，使得火车在轨道上摩擦力不足，无法行动。
幼虫主食为之在澳洲东部生存的Ammobium alatum。

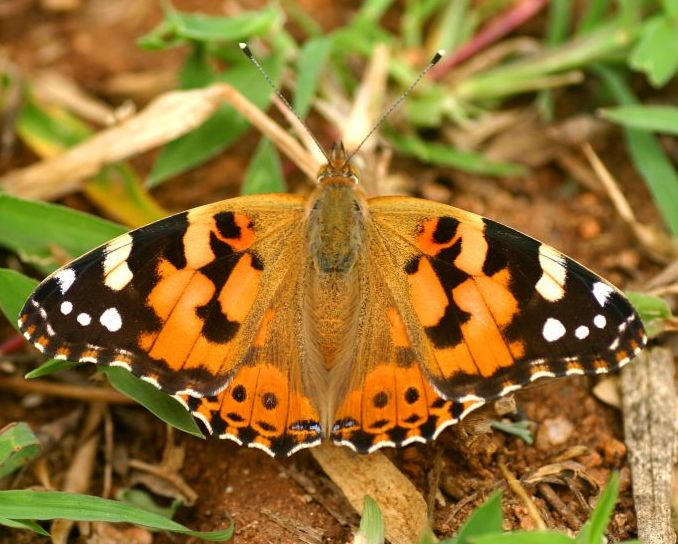
愷撒紅蛺蝶
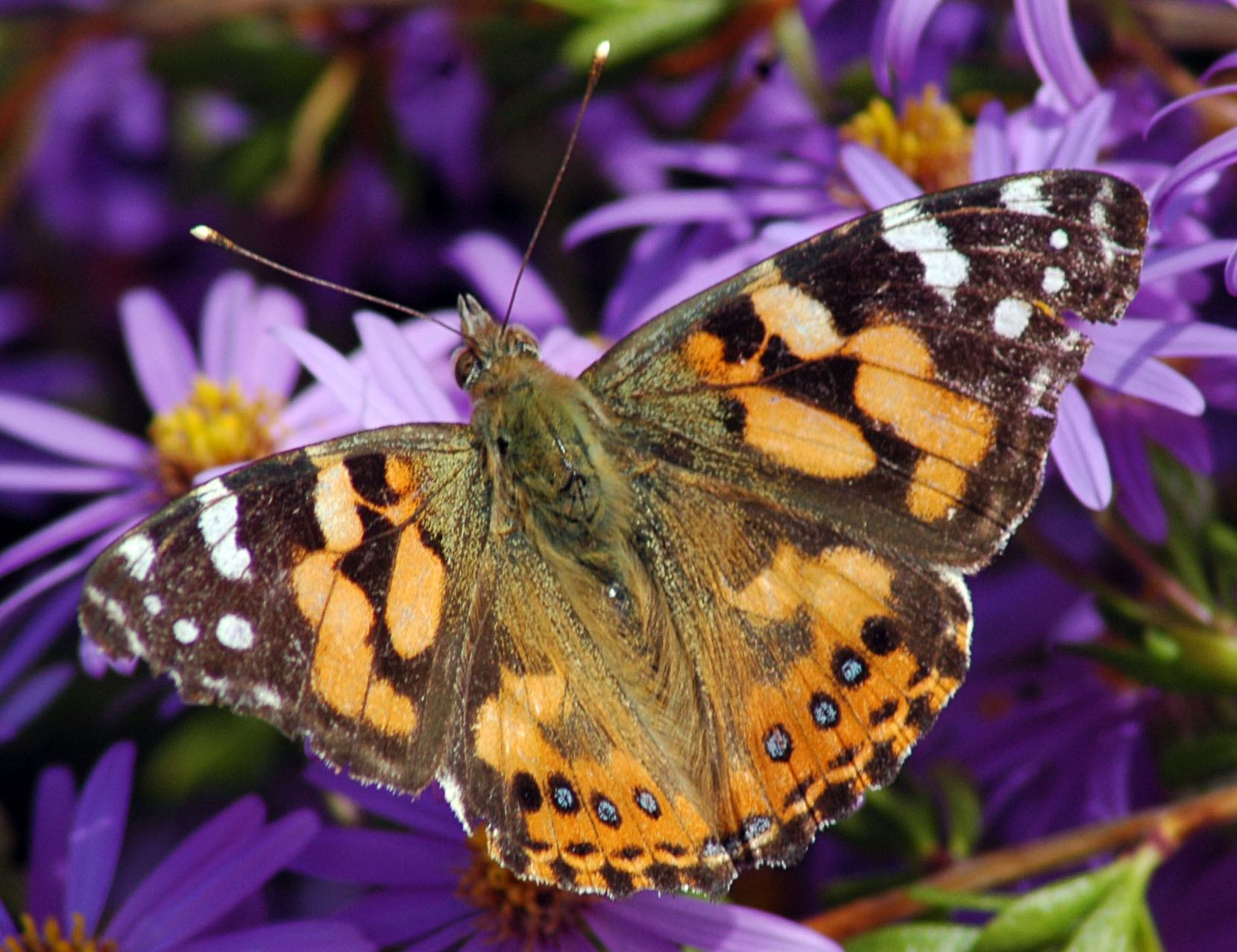
愷撒紅蛺蝶